# Partimento
Als Partimento (ital.) bezeichnet man eine didaktisch ausgerichtete bezifferte oder unbezifferte Generalbass-Stimme.

## Geschichte
Das Partimento entwickelte sich seit dem späten 17. Jahrhundert in den Vorläufern des Konservatoriums Neapel und verbreitete sich dann in ganz Europa. Bekannte Partimento-Sammlungen stammen u. a. von Francesco Durante, Fedele Fenaroli, Giovanni Paisiello, Giacomo Tritto und Stanislao Mattei. Aus den Partimento-Schulen gingen viele bedeutende italienische Komponisten hervor, z. B. Giovanni Battista Pergolesi, Domenico Cimarosa, Vincenzo Bellini, Gaetano Donizetti, Gaspare Spontini oder Gioachino Rossini.
Die erst seit ca. 2000 einsetzende Wiederentdeckung der Partimento-Tradition in der Forschung hat neue Sichtweisen auf die musikalische Ausbildung und auch die Kompositionspraxis im 18. und 19. Jahrhundert ermöglicht. Partimenti spielen  heute eine wichtige Rolle in der Historischen Satzlehre. Auch praktisch ausgelegte Kurse werden an einigen deutschen Musikhochschulen (neben dem klassischen Partitur- und Generalbassspiel) angeboten.

## Beschreibung
Mit Hilfe eines Partimentos werden typische Modelle der Stimmführung, Harmonik, Form und Motivik eingeübt. Satztechnische Modelle in Partimenti sind vor allem die Oktavregel (scala), Kadenzen (cadenze) und Sequenzen (movimenti). Eine strikte Trennung von Kontrapunkt und Harmonielehre gibt es in der Partimento-Tradition nicht. In den Traktaten werden zunächst Regeln präsentiert, darauf folgen Übungen mit steigendem Schwierigkeitsgrad,  von bezifferten Bässen über unbezifferte Bässe bis hin zu Fugen.